# Cantonul La Roquebrussanne
Cantonul La Roquebrussanne este un canton din arondismentul Brignoles, departamentul Var, regiunea Provence-Alpes-Côte d'Azur, Franța.

## Comune
- Forcalqueiret
- Garéoult
- La Roquebrussanne (reședință)
- Mazaugues
- Méounes-lès-Montrieux
- Néoules
- Rocbaron
- Sainte-Anastasie-sur-Issole